# Fontenay-le-Comte
Fontenay-le-Comte är en kommun i departementet Vendée i regionen Pays de la Loire i västra Frankrike. Kommunen ligger i kantonen Fontenay-le-Comte som tillhör arrondissementet Fontenay-le-Comte. År 2022 hade Fontenay-le-Comte 13 806 invånare.

## Befolkningsutveckling
Antalet invånare i kommunen Fontenay-le-Comte
| Referens: INSEE |